# لورانس ويست
لورانس ويست هو مجدف كندي، ولد في 1935.

## وصلات خارجية
- لورانس ويست على موقع الاتحاد الدولي للتجديف (الإنجليزية)
- لورانس ويست على موقع أوليمبيديا (الإنجليزية)
- لورانس ويست على موقع اللجنة الأولمبية الكندية (الإنجليزية)